# Thromboxane

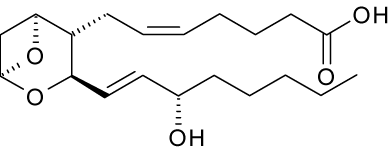
Thromboxane A_{2}.

Les thromboxanes sont des eicosanoïdes.à effet vasoconstricteur. Elles engendrent une augmentation de la pression artérielle. Elles activent aussi l'agrégation des plaquettes et aident à la coagulation sanguine et à la formation du thrombus ou caillot sanguin, d'où elles tirent leur appellation. Elles sont en équilibre homéostatique dans l'appareil circulatoire avec les prostacyclines.
Les thromboxanes appartiennent à une sous-catégorie des eicosanoïdes.

## Voie de biosynthèse

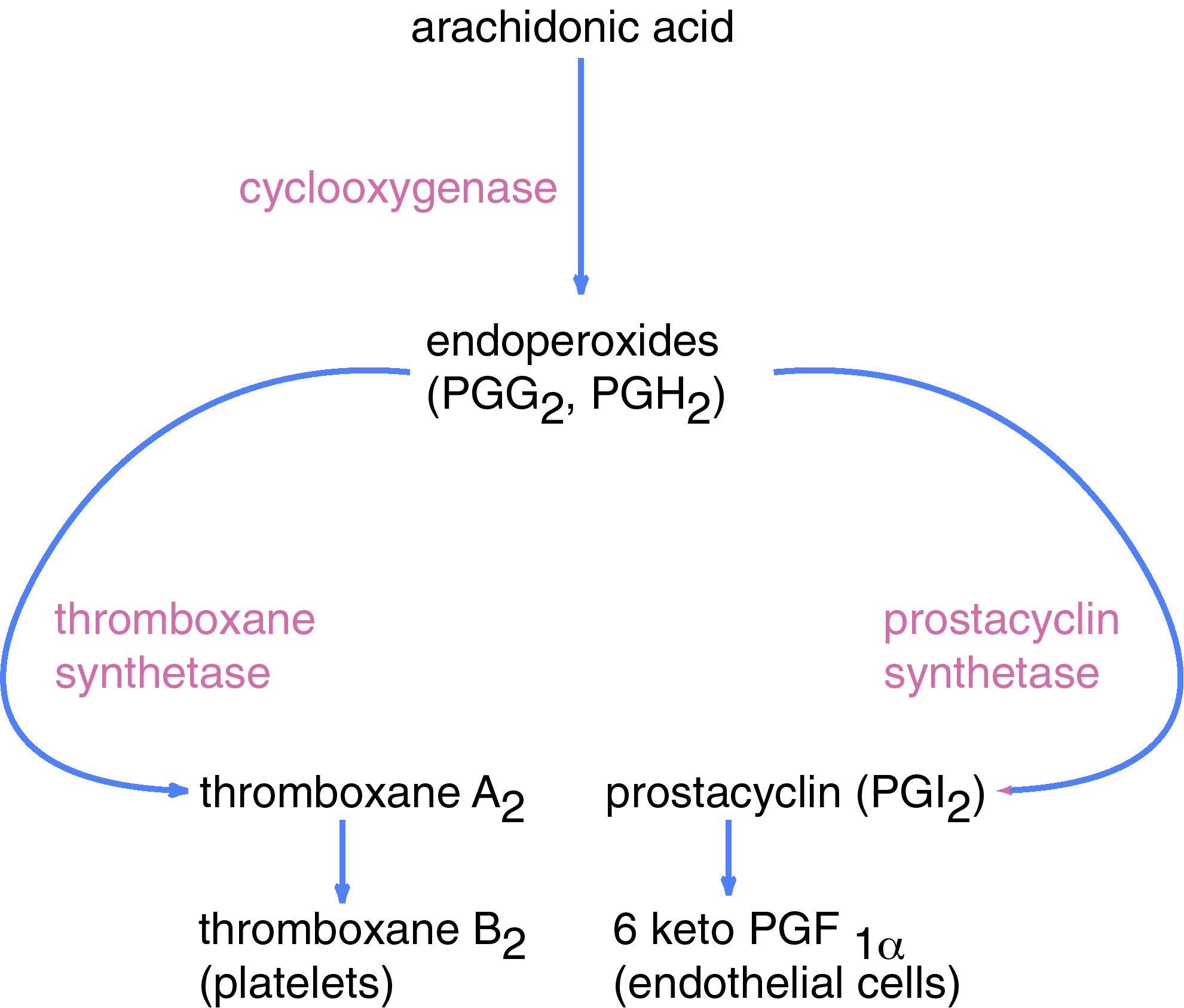
Enzymes et substrats associés à la synthèse des thromboxanes et de la prostacycline.

Elles sont produites dans les thrombocytes (plaquettes) par la thromboxane-A synthase à partir des endoperoxydes, les prostaglandines, elles-mêmes produites par des cyclooxygénases (COX, ou plus précisément la prostaglandine H2 synthase qui possède un domaine COX, appelé ainsi pour Cyclo-OXygénase) à partir de l'acide arachidonique (arachidonate).

## Source et références
1. ↑  « Thromboxane - an overview | ScienceDirect Topics », sur www.sciencedirect.com (consulté le 24 juin 2021)